# Минск-1 (аэропорт)
Минск-1 (бел. Аэрапорт Мінск-1; ИАТА: MHP, ИКАО: UMMM) — бывший аэропорт в городе Минске, действовавший с 1933 по 2015 годы. В период с 1933 по 1982 годы единственный гражданский аэропорт города. Располагался в Октябрьском районе Минска, между улицами Аэродромной, Кижеватова и Асаналиева.

## История
Аэропорт «Минск-1» был открыт 7 ноября 1933 года, тогда отсюда вылетел первый самолёт К-5. Весной 1934 года сюда прибыли для работы три самолёта По-2, принадлежавших Смоленскому авиаподразделению спецприменения Московского управления гражданского воздушного флота. В 1935 году были открыты первые регулярные рейсы между Минском и семнадцатью райцентрами Белоруссии, а в 1936 году был открыт первый почтово-пассажирский рейс между Минском и Москвой.
Ко второй половине 1930-х годов было сооружено первое капитальное здание аэровокзала (современный адрес улица Короткевича, 9А), в котором с конца 1950-х располагалась медицинская служба гражданской авиации. В начале 2000-х здание было существенно перестроено и почти утратило свой исторический облик. В апреле 2020 года здание было снесено.
Нынешнее здание аэровокзала было построено в 1957 году по проекту архитектора Г. В. Заборского и также сохранилось до настоящего времени практически в первозданном виде. В 1976 году рядом со старым зданием было возведено новое, где располагались кассы и зал ожидания.
В 1955 году аэропорт приобрёл международный статус, и уже в 1970-х обслуживал более миллиона пассажиров в год. Первоначально длина полосы составляла 1800 метров. С приходом первой реактивной техники для ГА — Ту-124 (укороченный вариант ТУ-104 для среднемагистральных линий) было произведено удлинение полосы до 2000 метров. Эта максимальная длина полосы позволяла с ограничениями принимать уже в дальнейшем, пришедшем на смену ТУ-124, более современный Ту-134. Которому приходилось взлетать с неполными топливными баками и производить дозаправку по маршруту следования. Посадка же «Туполевых» сопровождалась особым мастерством экипажей у которых не было никакого запаса взлетно-посадочной полосы, поэтому сажать машины надо было «резко». За всю историю аэропорта в 1985 году была произведена сложнейшая посадка одного списанного самолёта Ту-154 для его дальнейшего перебазирования как учебное пособие на площадку Минского авиационного училища. Ту-154 тогда после посадки  совершил более чем двухкилометровый пробег со взлетной полосы до рулежной на территорию авиаремонтного завода №407.
Из-за своих ограниченных характеристик аэропорт не мог принимать воздушные суда большого типа, требующие взлётно-посадочной полосы протяжённостью свыше 2000 метров, такие как Ту-104, Ту-154, Ил-62. С трудом принимал Ту-134, не хватало длины ВПП. Увеличение длины ВПП было затруднено из-за зажатости территории аэропорта городской инфраструктурой. Так западная часть ВПП заканчивалась склоном и расположенной внизу крупной узловой железнодорожной станцией Минск-Товарный. Юго-востчоная также упиралась в территорию промышленного предприятия и в железнодорожную магистраль Минск—Гомель. С 1978 года на южной оконечности за территорией аэропорта началось строительство жилого микрорайона Серова.
По причине того, что аэропорт спустя полвека после своего основания оказался в центре города, началось строительство нового национального аэропорта «Минск-2» в близи посёлка Сокол (тогда посёлка городского типа — ныне часть города) в 1977 году (1979 была уже сдана взлётная полоса). Похожей длины в СССР было несколько похожих аэродромов (вроде Сочи, Минводы и ещё пару).
В 1970—2000-х годах из аэропорта выполнялись рейсы в некоторые страны, участницы Варшавского договора (например ГДР (Берлин и Лейпциг (есть газетное подтверждение), Будапешт, Прага (фильм «Пущик едет в Прагу» на Ту-124), Варшава) и один не Варшавского договора — Вена (Австрия), в города СССР и по Белоруссии. Все экипажи выполняли рейсы (как за рубеж, так и приграничные) с табельным пистолетом Макарова (ПМ), для предотвращения угона самолетов за границу. Оружие выдавалось штурману и чаще всего переносилось в его портфеле. По возращению оружие и валюта (выделявшаяся каждому члену экипажа на бутерброды — т.н. «бутербродные» сдавались на хранение в сейф представителю КГБ. За несколько рейсов на сэкономленную валюту за рубежом каждый член экипажа мог привезти какой-либо сувенир кому нибудь из родственников. Количество валюты у экипажа всегда строго контролировалось по причине актуальности статьи за валютные махинации.
В 1968 году, во время Чехословацкого восстания, самолётами Ан-10(Ан-10А) перевозились ВДВ для усиления западной группировки войск (ЗГВ).
В мае 2007 года было принято решение о закрытии аэропорта «Минск-1» для строительства на освободившейся территории площадью около 330 га нового городского района. 29 октября 2012 года аэропорт перестал обслуживать пассажирские рейсы (заключительным вылетом стал рейс авиакомпании UTair во Внуково 28 октября). С 23 декабря 2015 года все коммерческие рейсы были прекращены — аэропорт «Минск-1» прекратил свою деятельность. Малая авиация переместилась на другие аэродромы, в частности, на Липки. Здание аэровокзала и билетных касс, построенное в 1976 году, к концу 2000-х годов стало использоваться как торговый центр «Аэродромный», а в 2017 году было снесено. Существующее здание аэровокзала, построенное в 1957 году, сохранено как архитектурный памятник. До 2018 года аэродром использовался для обслуживания авиаремонтного завода № 407, который располагался рядом, для чего было оставлено необходимое количество штата для обслуживания взлётно-посадочной полосы и другой аэродромной инфраструктуры. 28 июня 2018 года с аэродрома выполнил технический рейс последний самолёт, российский Ту-134 (RA-65917), ремонт которого был проведён на 407-м авиаремонтном заводе, и который улетел на место своего базирования. После этого ремонтный завод был окончательно переведён в «Минск-2».
По состоянию на сентябрь 2019 года, демонтаж ВПП, рулёжных дорожек и перронов практически завершён, также снесены здания авиаремонтного завода, ведётся застройка территории.
В 2025 году территория аэропорта полностью застроена зданиями района Минск Мир.

## Достопримечательности
- На площади перед зданием аэровокзала располагается действующий фонтан.
- В сквере поблизости от здания аэровокзала располагается памятник Герою Советского Союза Ромашкину Тимофею Тереньтевичу, установленный в 1965 году.